# Ontherus raptor
Ontherus raptor är en skalbaggsart som beskrevs av François Génier 1996. Ontherus raptor ingår i släktet Ontherus och familjen bladhorningar. Inga underarter finns listade i Catalogue of Life.